# Poti
Pour les articles homonymes, voir Poti (homonymie) et Phasis (homonymie).
Poti (en géorgien : ფოთი) est une ville portuaire de Géorgie située dans la région de Mingrélie-Haute Svanétie, sur la côte est de la mer Noire. Le pays compte trois grands ports : Soukhoumi, Poti et Batoumi, mais le premier est sous contrôle russe par l'entremise séparatiste abkhaze.
Poti compte 41 500 habitants au 1er janvier 2016 selon l'Office national des statistiques de Géorgie.

## Histoire
Source :

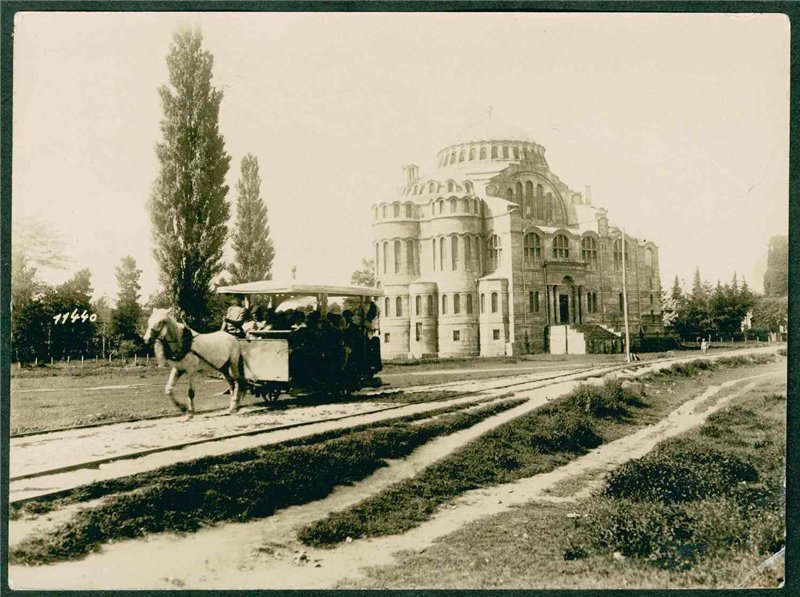
Cathédrale de Poti vers 1910

Poti a été fondée, selon Strabon, au VIIe siècle av. J.-C. en tant que colonie grecque de Colchide par des grecs venant de Milet, sous le nom de Phasis, à l'embouchure du fleuve Phase (d'où vient aussi le nom du faisan), aujourd'hui Rioni, un des plus grands cours d'eau de l'ouest de la Géorgie. Ce fleuve se jette dans la mer Noire, et, pour les anciens Grecs, marque la limite de l'Europe (rive droite, au nord) et de l'Asie (rive gauche, au sud). Du temps d'Ammien Marcellin, l'armée romaine installe une garnison de 400 légionnaires et un temple réputé voué à la déesse Cybèle.
Ensuite, la forteresse fait partie du royaume du Pont. Après avoir été protectorat romain, la région est intégrée dans l'Empire romain en 63 apr. J.-C. La ville est un point commercial important avec l'orient. Sous la période byzantine, Phasis subit les assauts des Perses sassanides au VIe siècle (siège de Phasis). Au XIVe siècle, Phasis devient un comptoir de la thalassocratie génoise sous le nom de Fasso et sert de port commercial au royaume de Géorgie, situé à l'est.
En 1578, Fasso ou Poti est prise par les Turcs Ottomans qui la nomment Faş, édifient une nouvelle forteresse et en font un marché d'esclaves. Une armée des princes géorgiens prend la ville à son tour en 1640, jusqu'en 1723 où elle est reprise par les Turcs. Les Russes, qui se considèrent comme protecteurs des chrétiens sujets du sultan ottoman, ont des objectifs stratégiques en mer Noire, et tentent vainement à plusieurs reprises de prendre Poti. La diplomatie britannique, craignant pour la route des Indes, s'oppose aux Russes dans le Grand Jeu, et le traité de Bucarest de 1812 confirme la possession de Poti aux Turcs de la Sublime Porte.
Toutefois, lors de la guerre russo-turque de 1828-1829, les Russes évincent les Ottomans de Poti et l'intègrent progressivement à l'Empire russe. Elle obtient le statut de ville-port 1858, reliée par le chemin de fer à Tiflis (aujourd'hui Tbilissi) en 1872. Lorsque le maire de la ville (de 1894 à 1912), Niko Nikoladzé, fait reconstruire le port, Poti se couvre d'édifices modernes, dont une grande cathédrale de style néo-byzantin (1906). À l'époque, Poti est l'un des principaux ports de l'Empire russe en mer Noire pour l'exportation de charbon et de manganèse.
Après la révolution russe de 1917, la Géorgie connaît une brève période d'indépendance, mais Poti est envahie par l'Armée rouge le 14 mars 1921, et devient une ville soviétique. Le port est de plus en plus industrialisé au cours du XXe siècle, ce qui attire des travailleurs venus de toute l'Union.

## Population

### Évolution démographique
Poti comptait 41 465 habitants au 2014

### Composition ethnique
| Population | 2014   |
| ---------- | ------ |
| Géorgiens  | 40 446 |
| Abkhazes   | 6      |
| Ossètes    | 23     |
| Arméniens  | 65     |
| Russes     | 604    |
| Azéris     | 40     |
| Grecs      | 28     |
| Ukrainiens | 143    |
| Yézidis    | 0      |
| Totale     | 41 465 |

## Utilisation militaire

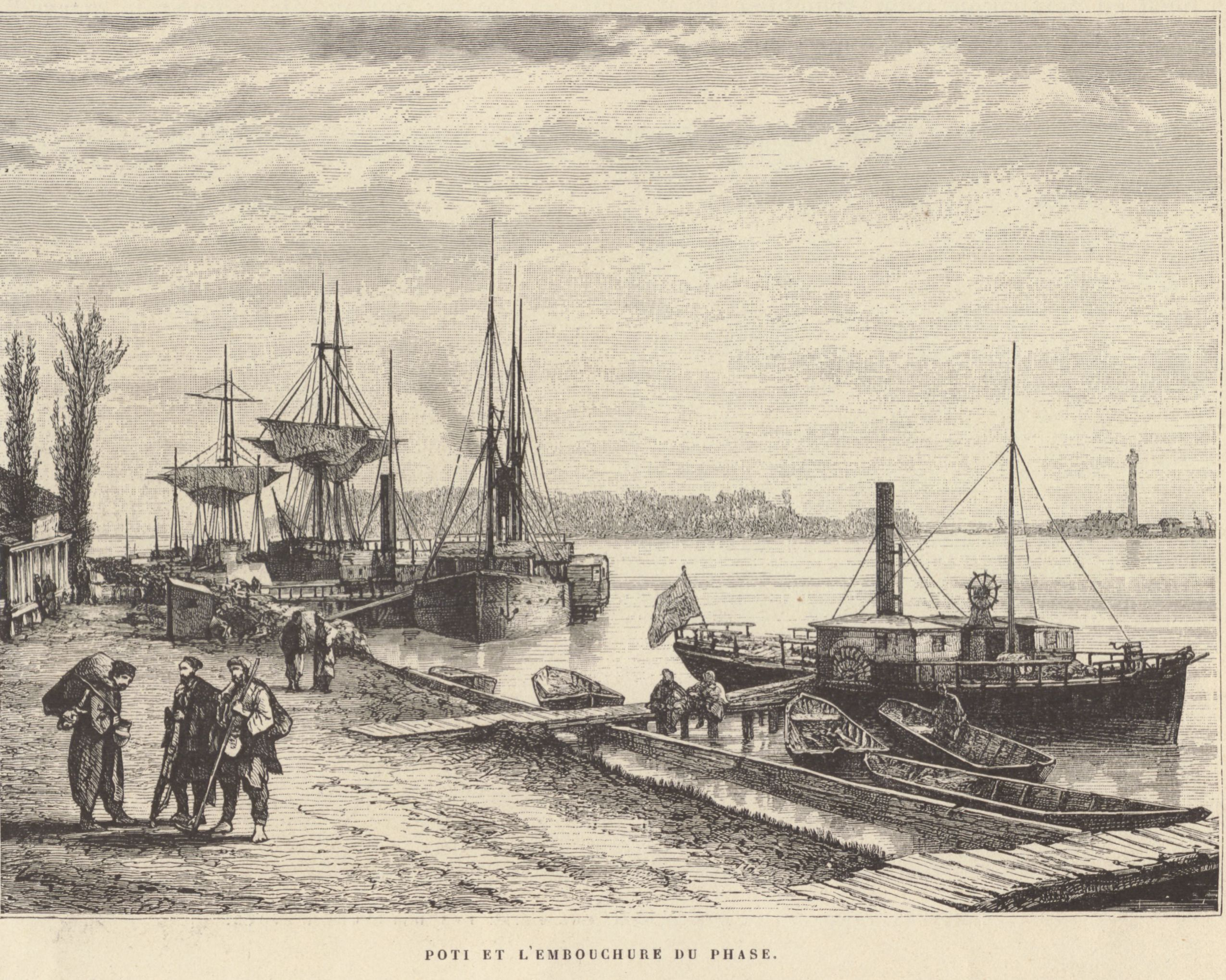
Dessin de Poti et de l'embouchure du Phase fait en 1886 par l'archéologue Jane Dieulafoy

Poti abrite l'amirauté de la Marine géorgienne et constitue un endroit stratégique sur la mer Noire. Lors de la guerre d'Ossétie du Sud de 2008, le port et l'amirauté sont la cible, dans la nuit du 8 août 2008 au 9 août 2008 d'une frappe de deux missiles sol-sol russes « OTR-21 Tochka » à sous-munitions, qui tuent 5 marins, en blessent une trentaine d'autres, et tuent également 5 ouvriers civils, causant des dommages mineurs aux installations au sol et coulant une vedette hydrographique civile. Le port est occupé sans combat par l'infanterie de marine russe à partir du 11 août et la dizaine de navires militaires, surtout de petits patrouilleurs, est sabordée par les occupants, le 13 août. Quatre ont totalement coulé, les autres à moitié. De nombreux équipements sont emportés par les Russes lorsqu'ils se retirent, ayant atteint leurs buts (empêcher le Géorgie de reprendre le contrôle de ses territoires tenus par les séparatistes ossètes).

## Jumelages
| Ville | Ville        | Pays | Pays       | Période                     |
| ----- | ------------ | ---- | ---------- | --------------------------- |
|       | Aktaou       |      | Kazakhstan |                             |
|       | Bourgas      |      | Bulgarie   |                             |
|       | LaGrange     |      | États-Unis |                             |
|       | Larnaca      |      | Chypre     | depuis le 17 septembre 1987 |
|       | Tchornomorsk |      | Ukraine    |                             |